# Лауреати Державної премії України в галузі науки і техніки (1979)
Державна премія України в галузі науки і техніки — лауреати 1979 року.
На підставі подання Комітету з Державних премій України в галузі науки і техніки Центральний Комітет Компартії України і Рада Міністрів Української РСР видали Постанову № 555 від 9 грудня 1979 р. «Про присудження Державних премій України в галузі науки і техніки 1979 року»

## Лауреати Державної премії України в галузі науки і техніки 1979 року
| Премійована робота | Лауреати                           | Коротко про лауреата |
| --- | ---------------------------------- | --- |
| Цикл робіт по дослідженню закономірностей росту і розвитку мікроорганізмів в умовах космічного польоту | Конищін Микола Іванович            | завідувач лабораторії Інституту молекулярної біології і генетики АН УРСР |
| Цикл робіт по дослідженню закономірностей росту і розвитку мікроорганізмів в умовах космічного польоту | Поливода Лариса Василівна          | молодший науковий співробітник Інституту молекулярної біології та генетики Академії наук УРСР                                                                                        |
| Цикл робіт по дослідженню закономірностей росту і розвитку мікроорганізмів в умовах космічного польоту | Манько Валентина Григорівна        | старший інженер Інституту молекулярної біології та генетики Академії наук УРСР |
| Цикл робіт по дослідженню закономірностей росту і розвитку мікроорганізмів в умовах космічного польоту | Бабський Віталій Генріхович        | кандидат фізико-математичних наук, старший науковий співробітник Інституту молекулярної біології та генетики Академії наук УРСР                                                      |
| Цикл робіт по дослідженню закономірностей росту і розвитку мікроорганізмів в умовах космічного польоту | Нечитайло Галина Семенівна         | кандидат біологічних наук, старший науковий співробітник Інституту молекулярної біології та генетики Академії наук УРСР                                                              |
| Цикл робіт по дослідженню закономірностей росту і розвитку мікроорганізмів в умовах космічного польоту | Машинський Олександр Львович       | кандидат біологічних наук, старший науковий співробітник Інституту молекулярної біології та генетики Академії наук УРСР                                                              |
| Цикл робіт по дослідженню закономірностей росту і розвитку мікроорганізмів в умовах космічного польоту | Гречко Георгій Михайлович          | кандидат технічних наук, космонавт-випробувач |
| Цикл робіт по дослідженню закономірностей росту і розвитку мікроорганізмів в умовах космічного польоту | Кордюм Віталій Арнольдович         | доктор біологічних наук, завідувач відділу Інституту молекулярної біології та генетики Академії наук УРСР                                                                            |
| Цикл робіт по дослідженню закономірностей росту і розвитку мікроорганізмів в умовах космічного польоту | Кордюм Єлизавета Львівна           | доктор біологічних наук, старший науковий співробітник Інституту ботаніки імені М. Г. Холодного Академії наук УРСР                                                                   |
| Цикл робіт по дослідженню закономірностей росту і розвитку мікроорганізмів в умовах космічного польоту | Ситник Костянтин Меркурійович      | академік Академії наук УРСР, директор Інституту ботаніки імені М. Г. Холодного Академії наук УРСР                                                                                    |
| Розробка та впровадження нової технології проектування і управління на базі ЕОМ третього покоління | Андрєєв Олександр Вікторович       | заступник начальника цеху виробничого об'єднання «Електрон» |
| Розробка та впровадження нової технології проектування і управління на базі ЕОМ третього покоління | Шкуркін Юрій Петрович              | начальник спеціального конструкторського бюро системотехніки виробничого об'єднання «Електрон»                                                                                       |
| Розробка та впровадження нової технології проектування і управління на базі ЕОМ третього покоління | В'юн Віталій Іванович              | кандидат фізико-математичних наук, завідувач відділу спеціального конструкторського бюро математичних машин і систем Інституту кібернетики Академії наук УРСР                        |
| Розробка та впровадження нової технології проектування і управління на базі ЕОМ третього покоління | Веренко Ярослав Григорович         | головний конструктор проекту спеціального конструкторського бюро математичних машин і систем Інституту кібернетики Академії наук УРСР                                                |
| Розробка та впровадження нової технології проектування і управління на базі ЕОМ третього покоління | Кобозєв Олександр Олексійович      | кандидат технічних наук, головний конструктор проекту спеціального конструкторського бюро математичних машин і систем Інституту кібернетики Академії наук УРСР                       |
| Розробка та впровадження нової технології проектування і управління на базі ЕОМ третього покоління | Оприско Юрій Йосипович             | кандидат технічних наук, генеральний директор науково-технічного об'єднання «Міськсистемотехніка»                                                                                    |
| Розробка та впровадження нової технології проектування і управління на базі ЕОМ третього покоління | Антипов Юрій Євгенович             | кандидат технічних наук, начальник відділу підприємства п/с А-1572 |
| Розробка та впровадження нової технології проектування і управління на базі ЕОМ третього покоління | Саркісян Фадей Тачатович           | академік Академії наук Вірменської РСР |
| Розробка та впровадження нової технології проектування і управління на базі ЕОМ третього покоління | Колчак Анатолій Дмитрович          | начальник координаційно-обчислювального центру Миколаївського обчислювального центру                                                                                                 |
| Розробка та впровадження нової технології проектування і управління на базі ЕОМ третього покоління | Дмитрієв Едуард Павлович           | директор Миколаївського обчислювального центру |
| Цикл робіт по загальній теорії оболонок і дослідженню полів напруг в оболонках складної будови і форми | Григоренко Ярослав Михайлович      | член-кореспондент Академії наук УРСР, заступник директора Інституту механіки Академії наук УРСР                                                                                      |
| Цикл робіт по загальній теорії оболонок і дослідженню полів напруг в оболонках складної будови і форми | Кільчевський Микола Олександрович  | академік Академії наук УРСР |
| Цикл робіт по загальній теорії оболонок і дослідженню полів напруг в оболонках складної будови і форми | Гузь Олександр Миколайович         | академік Академії наук УРСР, директор Інституту механіки Академії наук УРСР |
| Робота «Просвітлення плазмових хвильових бар'єрів внаслідок лінійних кінетичних ефектів» | Філіпенко Владислав Юхимович       | старший науковий співробітник Харківського державного університету імені О. М. Горького                                                                                              |
| Робота «Просвітлення плазмових хвильових бар'єрів внаслідок лінійних кінетичних ефектів» | Лісітченко Віктор Васильович       | інженер Інституту ядерних досліджень Академії наук УРСР |
| Робота «Просвітлення плазмових хвильових бар'єрів внаслідок лінійних кінетичних ефектів» | Муратов Володимир Іванович         | кандидат фізико-математичних наук, завідувач кафедри Харківського державного університету імені О. М. Горького                                                                       |
| Робота «Просвітлення плазмових хвильових бар'єрів внаслідок лінійних кінетичних ефектів» | Свавільний Микола Євгенович        | старший інженер Інституту ядерних досліджень Академії наук УРСР |
| Робота «Просвітлення плазмових хвильових бар'єрів внаслідок лінійних кінетичних ефектів» | Усталов Валентин Васильович        | кандидат фізико-математичних наук, молодший науковий співробітник Інституту ядерних досліджень Академії наук УРСР                                                                    |
| Робота «Просвітлення плазмових хвильових бар'єрів внаслідок лінійних кінетичних ефектів» | Водяницький Олександр Андрійович   | молодший науковий співробітник Харківського фізико-технічного інституту Академії наук УРСР                                                                                           |
| Робота «Просвітлення плазмових хвильових бар'єрів внаслідок лінійних кінетичних ефектів» | Романюк Леонід Іванович            | кандидат фізико-математичних наук, старший науковий співробітник Інституту ядерних досліджень Академії наук УРСР                                                                     |
| Робота «Просвітлення плазмових хвильових бар'єрів внаслідок лінійних кінетичних ефектів» | Моїсєєв Семен Самойлович           | доктор фізико-математичних наук, старший науковий співробітник |
| Робота «Просвітлення плазмових хвильових бар'єрів внаслідок лінійних кінетичних ефектів» | Єрохін Микола Сергійович           | кандидат фізико-математичних наук, старший науковий співробітник |
| Робота «Просвітлення плазмових хвильових бар'єрів внаслідок лінійних кінетичних ефектів» | Ораєвський Віктор Миколайович      | доктор фізико-математичних наук, начальник відділу науково-виробничого об'єднання «Енергія»                                                                                          |
| Підручник «Процессы и аппараты пищевых производств», опублікований у 1976 році (3-є видання) | Редько Федір Якимович (посмертно)  | |
| Підручник «Процессы и аппараты пищевых производств», опублікований у 1976 році (3-є видання) | Лисянський Віктор Маркович         | доктор технічних наук, професор Київського технологічного інституту харчової промисловості                                                                                           |
| Підручник «Процессы и аппараты пищевых производств», опублікований у 1976 році (3-є видання) | Попов Володимир Дмитрович          | доктор технічних наук, завідувач кафедри Київського технологічного інституту харчової промисловості                                                                                  |
| Підручник «Процессы и аппараты пищевых производств», опублікований у 1976 році (3-є видання) | Стабніков Всеволод Миколайович     | доктор технічних наук, завідувач кафедри Київського технологічного інституту харчової промисловості                                                                                  |
| Підручник «Детские болезни», опублікований у 1975 році (2-е видання) | Руднєв Іван Михайлович (посмертно) | доктор медичних наук |
| Підручник «Детские болезни», опублікований у 1975 році (2-е видання) | Резнік Борис Якович                | доктор медичних наук, завідувач кафедри Одеського медичного інституту імені М. І. Пирогова                                                                                           |
| Підручник «Детские болезни», опублікований у 1975 році (2-е видання) | Гнатюк Олександр Іванович          | доктор медичних наук, завідувач кафедри Вінницького медичного інституту імені М. І. Пирогова                                                                                         |
| Підручник «Детские болезни», опублікований у 1975 році (2-е видання) | Мошич Петро Степанович             | доктор медичних наук, завідувач кафедри Київського медичного інституту імені академіка О. О. Богомольця                                                                              |
| Підручник «Детские болезни», опублікований у 1975 році (2-е видання) | Гудзенко Прокопій Микитович        | доктор медичних наук, завідувач кафедри Київського медичного інституту імені академіка О. О. Богомольця                                                                              |
| Робота «Наукові основи, розробка технології, промислове виробництво і застосування біологічно повноцінних молочних продуктів для немовлят» | Бризгін Михайло Іванович           | кандидат економічних наук, старший науковий співробітник Київського технологічного інституту харчової промисловості                                                                  |
| Робота «Наукові основи, розробка технології, промислове виробництво і застосування біологічно повноцінних молочних продуктів для немовлят» | Комісаренко Сергій Васильович      | кандидат біологічних наук, завідувач лабораторії Інституту біохімії імені О. В. Палладіна Академії наук УРСР                                                                         |
| Робота «Наукові основи, розробка технології, промислове виробництво і застосування біологічно повноцінних молочних продуктів для немовлят» | Мельник Олександра Іванівна        | кандидат медичних наук, старший науковий співробітник Київського науково-дослідного інституту педіатрії, акушерства і гінекології імені Героя Радянського Союзу професор П. М. Буйка |
| Робота «Наукові основи, розробка технології, промислове виробництво і застосування біологічно повноцінних молочних продуктів для немовлят» | Балезіна Тамара Аркадіївна         | кандидат медичних наук, старший науковий співробітник Київського науково-дослідного інституту педіатрії, акушерства і гінекології імені Героя Радянського Союзу професор П. М. Буйка |
| Робота «Наукові основи, розробка технології, промислове виробництво і застосування біологічно повноцінних молочних продуктів для немовлят» | Отт Валентина Дмитрівна            | доктор медичних наук, керівник відділу Київського науково-дослідного інституту педіатрії, акушерства і гінекології імені Героя Радянського Союзу професор П. М. Буйка                |
| Робота «Наукові основи, розробка технології, промислове виробництво і застосування біологічно повноцінних молочних продуктів для немовлят» | Бородай Іван Васильович            | заступник Міністра м'ясної і молочної промисловості УРСР |
| Робота «Наукові основи, розробка технології, промислове виробництво і застосування біологічно повноцінних молочних продуктів для немовлят» | Забудська Лідія Пилипівна          | керівник групи, працівник Українського науково-дослідного інституту м'ясної і молочної промисловості                                                                                 |
| Робота «Наукові основи, розробка технології, промислове виробництво і застосування біологічно повноцінних молочних продуктів для немовлят» | Кашкарьова Олена Іванівна          | кандидат медичних наук, старший науковий співробітник Українського науково-дослідного інституту м'ясної і молочної промисловості                                                     |
| Робота «Наукові основи, розробка технології, промислове виробництво і застосування біологічно повноцінних молочних продуктів для немовлят» | Єресько Георгій Олексійович        | кандидат технічних наук, директор Українського науково-дослідного інституту м'ясної і молочної промисловості                                                                         |
| Робота «Наукові основи, розробка технології, промислове виробництво і застосування біологічно повноцінних молочних продуктів для немовлят» | Андрієвська Лідія Василівна        | кандидат сільськогосподарських наук, завідувачка лабораторії Українського науково-дослідного інституту м'ясної і молочної промисловості                                              |
| Розробка та впровадження ефективних методів централізованих перевезень автомобільним транспортом понадгабаритного великовагового устаткування значної одиничної потужності для хімічної та металургійної промисловості (у нероздільному вигляді) | Бизер Леонід Якович                | заступник завідувача лабораторії Всесоюзного науково-дослідного інституту по монтажних і спеціальних будівельних роботах                                                             |
| Розробка та впровадження ефективних методів централізованих перевезень автомобільним транспортом понадгабаритного великовагового устаткування значної одиничної потужності для хімічної та металургійної промисловості (у нероздільному вигляді) | Завгородній Іван Павлович          | кандидат технічних наук, доцент Запорізького машинобудівного інституту імені В. Я. Чубаря                                                                                            |
| Розробка та впровадження ефективних методів централізованих перевезень автомобільним транспортом понадгабаритного великовагового устаткування значної одиничної потужності для хімічної та металургійної промисловості (у нероздільному вигляді) | Смелянський Юзеф Мойсейович        | начальник диспетчерської служби Дніпропетровського обласного управління вантажного автотранспорту                                                                                    |
| Розробка та впровадження ефективних методів централізованих перевезень автомобільним транспортом понадгабаритного великовагового устаткування значної одиничної потужності для хімічної та металургійної промисловості (у нероздільному вигляді) | Лігай Андрій Іванович              | начальник Дніпропетровського обласного управління вантажного автотранспорту |
| Розробка та впровадження ефективних методів централізованих перевезень автомобільним транспортом понадгабаритного великовагового устаткування значної одиничної потужності для хімічної та металургійної промисловості (у нероздільному вигляді) | Зеленчук Євген Васильович          | заступник начальника управління Міністерства автомобільного транспорту УРСР |
| Розробка та впровадження ефективних методів централізованих перевезень автомобільним транспортом понадгабаритного великовагового устаткування значної одиничної потужності для хімічної та металургійної промисловості (у нероздільному вигляді) | Степура Іван Никифорович           | водій Дніпропетровського автотранспортного підприємства 03662 |
| Розробка та впровадження ефективних методів централізованих перевезень автомобільним транспортом понадгабаритного великовагового устаткування значної одиничної потужності для хімічної та металургійної промисловості (у нероздільному вигляді) | Золоторог Григорій Дмитрович       | водій Дніпропетровського автотранспортного підприємства 03662 |
| Розробка та впровадження ефективних методів централізованих перевезень автомобільним транспортом понадгабаритного великовагового устаткування значної одиничної потужності для хімічної та металургійної промисловості (у нероздільному вигляді) | Ковальов Микола Лук'янович         | начальник Дніпропетровського автотранспортного підприємства 03662 |
| Розробка та впровадження ефективних методів централізованих перевезень автомобільним транспортом понадгабаритного великовагового устаткування значної одиничної потужності для хімічної та металургійної промисловості (у нероздільному вигляді) | Срубасовський Георгій Казимирович  | заступник міністра Міністерства автомобільного транспорту УРСР |
| Розробка та впровадження високоефективних науково-технічних рішень з підвищення надійності водопостачання міст і по комплексній економії водних, енергетичних та матеріальних ресурсів                                                           | Шубов Григорій Самуїлович          | начальник сектора Українського державного проектного інституту «Важпромавтоматика»                                                                                                   |
| Розробка та впровадження високоефективних науково-технічних рішень з підвищення надійності водопостачання міст і по комплексній економії водних, енергетичних та матеріальних ресурсів                                                           | Таубе Володимир Михайлович         | директор Українського державного проектного інституту «Важпромавтоматика» |
| Розробка та впровадження високоефективних науково-технічних рішень з підвищення надійності водопостачання міст і по комплексній економії водних, енергетичних та матеріальних ресурсів                                                           | Черепаха Анатолій Костянтинович    | завідувач лабораторії Спеціального конструкторського бюро систем автоматичного управління Всесоюзного об'єднання «Союзпромавтоматика»                                                |
| Розробка та впровадження високоефективних науково-технічних рішень з підвищення надійності водопостачання міст і по комплексній економії водних, енергетичних та матеріальних ресурсів                                                           | Діденко Костянтин Іванович         | кандидат технічних наук, начальник Спеціального конструкторського бюро систем автоматичного управління Всесоюзного об'єднання «Союзпромавтоматика»                                   |
| Розробка та впровадження високоефективних науково-технічних рішень з підвищення надійності водопостачання міст і по комплексній економії водних, енергетичних та матеріальних ресурсів                                                           | Ведерников Валентин Вадимович      | начальник управління комунального господарства виконкому Харківської обласної Ради народних депутатів                                                                                |
| Розробка та впровадження високоефективних науково-технічних рішень з підвищення надійності водопостачання міст і по комплексній економії водних, енергетичних та матеріальних ресурсів                                                           | Євдокимов Анатолій Гаврилович      | доктор технічних наук, завідувач кафедри Харківського інституту інженерів комунального будівництва                                                                                   |
| Розробка та впровадження високоефективних науково-технічних рішень з підвищення надійності водопостачання міст і по комплексній економії водних, енергетичних та матеріальних ресурсів                                                           | Дашевський Євген Всеволодович      | начальник цеху Виробничого управління водопровідного господарства міста Харкова |
| Розробка та впровадження високоефективних науково-технічних рішень з підвищення надійності водопостачання міст і по комплексній економії водних, енергетичних та матеріальних ресурсів                                                           | Шаповалов Віктор Миколайович       | начальник відділу Виробничого управління водопровідного господарства міста Харкова                                                                                                   |
| Розробка та впровадження високоефективних науково-технічних рішень з підвищення надійності водопостачання міст і по комплексній економії водних, енергетичних та матеріальних ресурсів                                                           | Магера Афанасій Антонович          | головний інженер Виробничого управління водопровідного господарства міста Харкова |
| Розробка та впровадження високоефективних науково-технічних рішень з підвищення надійності водопостачання міст і по комплексній економії водних, енергетичних та матеріальних ресурсів                                                           | Петросов Валерій Альбертович       | кандидат технічних наук, начальник Виробничого управління водопровідного господарства міста Харкова                                                                                  |
| Створення серії парових турбін одиничною потужністю 500 000 кВт (типу К-500-65/3000) для атомних електростанцій | Герман Самуїл Йосипович            | кандидат технічних наук, головний конструктор проекту Всесоюзного проектно-технологічного інституту енергетичного машинобудування                                                    |
| Створення серії парових турбін одиничною потужністю 500 000 кВт (типу К-500-65/3000) для атомних електростанцій | Назаров Ігор Костянтинович         | кандидат технічних наук, заступник голови науково-технічної ради Міністерства енергетичного машинобудування                                                                          |
| Створення серії парових турбін одиничною потужністю 500 000 кВт (типу К-500-65/3000) для атомних електростанцій | Брюханов Віктор Петрович           | директор Чорнобильської атомної електростанції |
| Створення серії парових турбін одиничною потужністю 500 000 кВт (типу К-500-65/3000) для атомних електростанцій | Капинос Василь Максимович          | доктор технічних наук, завідувач кафедри Харківського політехнічного інституту імені В. І. Леніна                                                                                    |
| Створення серії парових турбін одиничною потужністю 500 000 кВт (типу К-500-65/3000) для атомних електростанцій | Касаткін Борис Сергійович          | член-кореспондент Академії наук УРСР, завідувач відділу Інституту електрозварювання імені Є. О. Патона Академії наук УРСР                                                            |
| Створення серії парових турбін одиничною потужністю 500 000 кВт (типу К-500-65/3000) для атомних електростанцій | Сухінін Віктор Павлович            | кандидат технічних наук, начальник конструкторського відділу виробничого об'єднання турбобудування «Харківський турбінний завод імені С. М. Кірова»                                  |
| Створення серії парових турбін одиничною потужністю 500 000 кВт (типу К-500-65/3000) для атомних електростанцій | Вірченко Михайло Антонович         | заступник головного конструктора виробничого об'єднання турбобудування «Харківський турбінний завод імені С. М. Кірова»                                                              |
| Створення серії парових турбін одиничною потужністю 500 000 кВт (типу К-500-65/3000) для атомних електростанцій | Панков Ігор Іванович               | заступник головного інженера виробничого об'єднання турбобудування «Харківський турбінний завод імені С. М. Кірова»                                                                  |
| Створення серії парових турбін одиничною потужністю 500 000 кВт (типу К-500-65/3000) для атомних електростанцій | Рудковський Арій Федорович         | генеральний директор виробничого об'єднання турбобудування «Харківський турбінний завод імені С. М. Кірова»                                                                          |
| Створення серії парових турбін одиничною потужністю 500 000 кВт (типу К-500-65/3000) для атомних електростанцій | Косяк Юрій Федорович               | кандидат технічних наук, головний конструктор виробничого об'єднання турбобудування «Харківський турбінний завод імені С. М. Кірова»                                                 |
| Розробка та промислове освоєння принципово нових магнітодинамічних насосів-дозаторів для автоматичної заливки чавуну в ливарні форми | Погорський Віктор Костянтинович    | завідувач групи Інституту проблем лиття Академії наук УРСР |
| Розробка та промислове освоєння принципово нових магнітодинамічних насосів-дозаторів для автоматичної заливки чавуну в ливарні форми | Поліщук Віталій Петрович           | кандидат технічних наук, завідувач відділу Інституту проблем лиття Академії наук УРСР                                                                                                |
| Розробка та промислове освоєння принципово нових магнітодинамічних насосів-дозаторів для автоматичної заливки чавуну в ливарні форми | Цин Марк Рахмільович               | кандидат технічних наук, старший науковий співробітник Інституту проблем лиття Академії наук УРСР                                                                                    |
| Розробка та промислове освоєння принципово нових магнітодинамічних насосів-дозаторів для автоматичної заливки чавуну в ливарні форми | Галушка Василь Герасимович         | ливарник заводу імені Лепсе виробничого об'єднання «Киїтрактородеталь» |
| Розробка та промислове освоєння принципово нових магнітодинамічних насосів-дозаторів для автоматичної заливки чавуну в ливарні форми | Кулик Владислав Володимирович      | інженер-конструктор заводу імені Лепсе виробничого об'єднання «Киїтрактородеталь» |
| Розробка та промислове освоєння принципово нових магнітодинамічних насосів-дозаторів для автоматичної заливки чавуну в ливарні форми | Голубчик Георгій Ксенофонтович     | заступник головного металурга заводу імені Лепсе виробничого об'єднання «Киїтрактородеталь»                                                                                          |
| Розробка та промислове освоєння принципово нових магнітодинамічних насосів-дозаторів для автоматичної заливки чавуну в ливарні форми | Загоровський Павло Іванович        | заступник головного інженера заводу імені Лепсе виробничого об'єднання «Киїтрактородеталь»                                                                                           |
| Розробка та промислове освоєння принципово нових магнітодинамічних насосів-дозаторів для автоматичної заливки чавуну в ливарні форми | Злобін Валерій Пилипович           | генеральний директор виробничого об'єднання «Киїтрактородеталь» |
| Комплекс робіт по дослідженню, розробці та впровадженню нової технології, високопродуктивного обладнання і організації масового виробництва фрикційних дисків методом порошкової металургії для тракторної та автомобільної промисловості        | Буряк Іван Петрович                | заступник начальника відділу «Укрдіпромез» |
| Комплекс робіт по дослідженню, розробці та впровадженню нової технології, високопродуктивного обладнання і організації масового виробництва фрикційних дисків методом порошкової металургії для тракторної та автомобільної промисловості        | Акименко Володимир Борисович       | кандидат технічних наук, начальник відділу Всесоюзного промислового об'єднання по виробництву якісних сталей                                                                         |
| Комплекс робіт по дослідженню, розробці та впровадженню нової технології, високопродуктивного обладнання і організації масового виробництва фрикційних дисків методом порошкової металургії для тракторної та автомобільної промисловості        | Попов Борис Іванович               | начальник цеху Броварського заводу порошкової металургії імені 60-річчя Радянської України                                                                                           |
| Комплекс робіт по дослідженню, розробці та впровадженню нової технології, високопродуктивного обладнання і організації масового виробництва фрикційних дисків методом порошкової металургії для тракторної та автомобільної промисловості        | Меднік Валерій Семенович           | начальник конструкторського бюро Броварського заводу порошкової металургії імені 60-річчя Радянської України                                                                         |
| Комплекс робіт по дослідженню, розробці та впровадженню нової технології, високопродуктивного обладнання і організації масового виробництва фрикційних дисків методом порошкової металургії для тракторної та автомобільної промисловості        | Кривенко Олександр Миколайович     | начальник конструкторського бюро Броварського заводу порошкової металургії імені 60-річчя Радянської України                                                                         |
| Комплекс робіт по дослідженню, розробці та впровадженню нової технології, високопродуктивного обладнання і організації масового виробництва фрикційних дисків методом порошкової металургії для тракторної та автомобільної промисловості        | Єрошенко Олександр Іванович        | заступник головного інженера Броварського заводу порошкової металургії імені 60-річчя Радянської України                                                                             |
| Комплекс робіт по дослідженню, розробці та впровадженню нової технології, високопродуктивного обладнання і організації масового виробництва фрикційних дисків методом порошкової металургії для тракторної та автомобільної промисловості        | Бахолдін Анатолій Олександрович    | заступник головного інженера Броварського заводу порошкової металургії імені 60-річчя Радянської України                                                                             |
| Комплекс робіт по дослідженню, розробці та впровадженню нової технології, високопродуктивного обладнання і організації масового виробництва фрикційних дисків методом порошкової металургії для тракторної та автомобільної промисловості        | Гайдученко Анатолій Кирилович      | головний інженер Броварського заводу порошкової металургії імені 60-річчя Радянської України                                                                                         |
| Комплекс робіт по дослідженню, розробці та впровадженню нової технології, високопродуктивного обладнання і організації масового виробництва фрикційних дисків методом порошкової металургії для тракторної та автомобільної промисловості        | Крячек Віктор Маркович             | кандидат технічних наук, старший науковий співробітник Інституту проблем матеріалознавства Академії наук УРСР                                                                        |
| Комплекс робіт по дослідженню, розробці та впровадженню нової технології, високопродуктивного обладнання і організації масового виробництва фрикційних дисків методом порошкової металургії для тракторної та автомобільної промисловості        | Федорченко Іван Михайлович         | академік Академії наук УРСР, завідувач відділу Інституту проблем матеріалознавства Академії наук УРСР                                                                                |
| Розробка теоретичних основ і широка практична реалізація цифрових методів автоматизації виготовлення складнофасонних виробів на верстатах з числовим програмним управлінням                                                                      | Татаренко Володимир Миколайович    | кандидат технічних наук, начальник Українського філіалу Науково-дослідного інституту технології та організації виробництва                                                           |
| Розробка теоретичних основ і широка практична реалізація цифрових методів автоматизації виготовлення складнофасонних виробів на верстатах з числовим програмним управлінням                                                                      | Бєлянін Петро Миколайович          | доктор технічних наук, начальник Науково-дослідного інституту технології та організації виробництва                                                                                  |
| Розробка теоретичних основ і широка практична реалізація цифрових методів автоматизації виготовлення складнофасонних виробів на верстатах з числовим програмним управлінням                                                                      | Ларьков Георгій Іванович           | генеральний директор київського виробничого об'єднання «Комуніст» |
| Розробка теоретичних основ і широка практична реалізація цифрових методів автоматизації виготовлення складнофасонних виробів на верстатах з числовим програмним управлінням                                                                      | Лінкін Геннадій Андрійович         | кандидат технічних наук, завідувач сектору Київського інституту автоматики імені 25 з'їзду КПРС                                                                                      |
| Розробка теоретичних основ і широка практична реалізація цифрових методів автоматизації виготовлення складнофасонних виробів на верстатах з числовим програмним управлінням                                                                      | Музичук Володимир Тимофійович      | кандидат технічних наук, завідувач відділу Київського інституту автоматики імені 25 з'їзду КПРС                                                                                      |
| Розробка теоретичних основ і широка практична реалізація цифрових методів автоматизації виготовлення складнофасонних виробів на верстатах з числовим програмним управлінням                                                                      | Павлов Ігор Васильович             | кандидат технічних наук, головний технолог Київського механічного заводу |
| Розробка теоретичних основ і широка практична реалізація цифрових методів автоматизації виготовлення складнофасонних виробів на верстатах з числовим програмним управлінням                                                                      | Балабуєв Петро Васильович          | головний конструктор Київського механічного заводу |
| Розробка теоретичних основ і широка практична реалізація цифрових методів автоматизації виготовлення складнофасонних виробів на верстатах з числовим програмним управлінням                                                                      | Родін Петро Родіонович             | член-кореспондент Академії наук УРСР, завідувач кафедри Київського політехнічного інституту імені 50-річчя Великої Жовтневої соціалістичної революції                                |
| Робота «Відновна хірургія органів дихання, глотки і шийного відділу стравоходу» | Титар Григорій Максимович          | кандидат медичних наук, доцент Дніпропетровського медичного інституту |
| Робота «Відновна хірургія органів дихання, глотки і шийного відділу стравоходу» | Федун Микола Федорович             | кандидат медичних наук, асистент кафедри Київського медичного інституту імені академіка О. О. Богомольця                                                                             |
| Робота «Відновна хірургія органів дихання, глотки і шийного відділу стравоходу» | Тишко Федір Олексійович            | кандидат медичних наук, доцент Київського медичного інституту імені академіка О. О. Богомольця                                                                                       |
| Робота «Відновна хірургія органів дихання, глотки і шийного відділу стравоходу» | Курилін Іван Авксентійович         | доктор медичних наук, завідувач кафедри Київського медичного інституту імені академіка О. О. Богомольця                                                                              |
| Монографія «Воспроизводство и цены», опублікована в 1977 році | Лукінов Іван Іларіонович           | академік Академії наук УРСР, дійсний член Всесоюзної академії сільськогосподарських наук імені В. І. Леніна, директор Інституту економіки Академії наук УРСР                         |
| Робота «Системні дослідження Тропічної Атлантики» | Колесников Аркадій Георгійович     | академік Академії наук УРСР |
| Робота «Системні дослідження Тропічної Атлантики» | Новоселов Олександр Олексійович    | завідувач лабораторії Морського гідрофізичного інституту Академії наук УРСР |
| Робота «Системні дослідження Тропічної Атлантики» | Хлистов Микола Захарович           | кандидат географічних наук, заступник директора Морського гідрофізичного інституту Академії наук УРСР                                                                                |
| Робота «Системні дослідження Тропічної Атлантики» | Тимченко Ігор Євгенович            | доктор фізико-математичних наук, заступник директора Морського гідрофізичного інституту Академії наук УРСР                                                                           |
| Робота «Системні дослідження Тропічної Атлантики» | Нелєпо Борис Олексійович           | академік Академії наук УРСР, директор Морського гідрофізичного інституту Академії наук УРСР                                                                                          |
| Науково-технічна розробка і впровадження методу позаколонного відновлення каталізатора синтезу аміаку | Русов Михайло Терентійович         | доктор хімічних наук (посмертно) |
| Науково-технічна розробка і впровадження методу позаколонного відновлення каталізатора синтезу аміаку | Бухановський Борис Леонтійович     | колишній головний механік Сєверодонецького філіалу Державного науково-дослідного і проектного інституту азотної промисловості та продуктів органічного синтезу                       |
| Науково-технічна розробка і впровадження методу позаколонного відновлення каталізатора синтезу аміаку | Кузнецов Леон Дмитрович            | кандидат технічних наук, завідувач сектору Державного науково-дослідного і проектного інституту азотної промисловості та продуктів органічного синтезу                               |
| Науково-технічна розробка і впровадження методу позаколонного відновлення каталізатора синтезу аміаку | Овчаренко Борис Григорович         | кандидат технічних наук, заступник директора Державного науково-дослідного і проектного інституту азотної промисловості та продуктів органічного синтезу                             |
| Науково-технічна розробка і впровадження методу позаколонного відновлення каталізатора синтезу аміаку | Лачінов Серафим Степанович         | доктор технічних наук, професор Московського хіміко-технологічного інституту імені Д. І. Менделєєва                                                                                  |
| Науково-технічна розробка і впровадження методу позаколонного відновлення каталізатора синтезу аміаку | Гааг Віктор Едуардович             | колишній начальник цеху Сєверодонецького виробничого об'єднання «Азот» імені Ленінського комсомолу                                                                                   |
| Науково-технічна розробка і впровадження методу позаколонного відновлення каталізатора синтезу аміаку | Стрельцов Олег Анатолійович        | доктор хімічних наук, завідувач кафедри Української сільськогосподарської академії                                                                                                   |
| Науково-технічна розробка і впровадження методу позаколонного відновлення каталізатора синтезу аміаку | Вячеславов Віктор Іванович         | головний інженер Сєверодонецького виробничого об'єднання «Азот» імені Ленінського комсомолу                                                                                          |
| Науково-технічна розробка і впровадження методу позаколонного відновлення каталізатора синтезу аміаку | Іванова Елеонера Лазарівна         | Сєвєродонецьке виробниче об'єднання «Азот» |